# Josep Gols i Veciana
Josep Gols i Veciana (Els Pallaresos, 15 de juliol de 1870 - La Canonja, 10 de juny de 1938) va ser músic, compositor i pedagog.

## Biografia
Estudià música al Seminari Pontifici de Tarragona i més tard va fer la carrera de Magisteri. Treballà de mestre a Constantí i, al cap d'un temps, exercí de professor de cant i música a l'Escola Normal de Tarragona. Compaginà aquestes tasques amb les de compositor i mestre de capella a diverses esglésies de Tarragona. Des del 1906, i fins al 1930, va ser director de l'Orfeó Tarragoní, on el va substituir el seu fill, i músic d'anomenada, Xavier Gols. A l'estiu del mateix fundà l'Orfeó Canongí, del qual també en va ser director.
El 1923 organitzà l'Aplec d'Orfeons de les Comarques Tarragonines, que reuní a Reus 700 cantaires de 6 orfeons.
La seva producció musical comprèn un gran nombre de cançons populars, composicions de música eclesiàstica, entre les quals una missa de difunts, i una quinzena de sardanes. Casat amb Josepa Solé (o Soler) i Vallès el novembre de 1891, tingué nou fills (Josepa, Francesc, Lluís, Xavier, Joan, Josep, Vicenç, Maria Teresa i Antònia), dos dels quals assoliren reconeixement com a músics: en Xavier, ja esmentat, i en Joan. Josepa Solé morí el 28 de febrer de 1909.
L'Orfeo Canongí convoca periòdicament el Premi d'Assaig Mestre Gols sobre temes canongins.

## Obra
- Cant a Maria (1891), a tres veus i orgue, lletra de R. Tarragó
- Cant a Sant Antoni, goigs amb lletra de Ventura Gassol
- Ecce Sacerdos Magnus (1930), antífona
- Missa de difunts
- Somni de reis (1909)
- Missa Pro Defunctis[8]

### Sardanes
- Beatriu (1937)
- Cançó d'amor
- Clavells i roses (1931)
- El dimoni escuat
- Encisera (1934)
- Fum, fum, fum (1907)
- Maria Antònia (1925)
- Murmuris
- Nit de Sant Joan
- Nit de vetlla
- Pageseta enamorada
- La pastoreta (1908)
- Primavera
- Ruixada de flors (1908)
- El teu record[9]